# Żbik europejski
Żbik europejski, żbik, żbik szkocki (Felis silvestris) – gatunek drapieżnego ssaka z podrodziny kotów (Felinae) w obrębie rodziny kotowatych (Felidae), po raz pierwszy opisany przez Karola Linneusza w 1758 roku (pod nazwą Felis catus), na podstawie wyglądu kota domowego. Obecną nazwę nadał żbikowi w 1775 roku niemiecki przyrodnik Schreber, który w Niemczech obserwował zwierzę w naturze. 

## Taksonomia
Gatunek po raz pierwszy zgodnie z zasadami nazewnictwa binominalnego opisał w 1775 roku niemiecki przyrodnik Johann Christian Daniel von Schreber nadając mu nazwę Felis (Catus) silvestris. Holotyp pochodził z Niemiec. 
F. lybica często traktowany jako podgatunek F. silvestris lecz badania genetyczne i morfologiczne wykazały, że jest odrębnym gatunkiem. Ostatnie badania sytuują F. silvestris bliżej F. margarita, a F. catus uważa się za gatunek siostrzany w stosunku do F. lybica. Wydaje się, że istnieje ekoklina bocznych pasków na skórze.  Autorzy Illustrated Checklist of the Mammals of the World rozpoznają dwa podgatunki.

### Etymologia
- Felis: łac. feles lub felis „kot”[19].
- silvestris: łac. silvestris „z lasu”, od silva „lesisty teren”[20].
- caucasica: nowołac. Caucasicus „kaukaski”, od łac. Caucasius „kaukaski, z Kaukazu”, od Caucasus „Kaukaz”, od gr. Καυκασος Kaukasos „Kaukaz”[21].

## Zasięg występowania
Żbik europejski występuje w Europie i południowo-zachodniej Azji zamieszkując w zależności od podgatunku:
- F. silvestris silvestris – żbik europejski – Europę na wschód do Karpat i rzeki Dniepr na północ od Morza Czarnego, włącznie ze Szkocją, Sycylią i Kretą.
- F. silvestris caucasica – żbik kaukaski – Kaukaz i Turcję.

## Morfologia
Długość ciała (bez ogona) samic 47,3–57,5 cm, samców 54,7–65,5 cm, długość ogona samic 25,7–32 cm, samców 27,6–32,6 cm; masa ciała samic 2,35–4,68 kg, samców 3,77–7,26 kg. Sierść gęsta i długa jest barwy żółtawoszarej w ciemne pręgi. Powyżej opuszek, na tylnych kończynach czarne plamy.

## Ekologia
Zamieszkuje gęste lasy obszarów górskich. Najlepiej czują się na skraju kompleksów leśnych. Znajdują schronienie wśród drzew, a polują na terenach otwartych: łąkach, śródleśnych polanach, na polach. Rozwścieczony żbik kładzie uszy płasko po głowie, otwiera szeroko czerwoną paszczę, przeraźliwie parska, jeży sierść i wygina grzbiet w łuk, co sprawia, że olbrzymieje. Żbiki żywią się: ptakami, rybami, żabami, małymi ssakami, w tym gryzoniami, młodymi sarnami, jeleniami i jagniętami, czasem polują też na owady.
Ciąża trwa 65–69 dni. Samica rodzi od jednego do czterech młodych. Samice dojrzewają w wieku 10 miesięcy, a samce rok później.

## Ochrona
W 1980 roku żbik został wpisany do aneksu II konwencji berneńskiej i w wielu krajach wprowadzono ograniczenia mające służyć ochronie tych kotów. W Polsce podlega ścisłej ochronie gatunkowej. Szacuje się, że w Polsce we wschodniej części Karpat żyje nie więcej niż 200 żbików.

## Staropolskie nazwy
Step, zdeb, zdbik, żdbik. Słowo "step", później (w tym wypadku) udźwięcznione, oznacza dzikusa, coś dzikiego. Wyraz "zdbik" jest zdrobnieniem tego udźwięcznienia, "żdbik" jest mylnym odmazurzeniem tego zdrobnienia, natomiast współczesna nazwa zwierzęcia jest łatwiejszą do wymówienia formą tego ostatniego słowa.

## Inne informacje
- w niewoli żbiki żyją 12–18 lat
- polują tylko na ziemi nad ranem i o zmierzchu
- wrogami naturalnymi młodych są łasice i gronostaje
- w porównaniu z europejskim żbik afrykański ma krótsze owłosienie i cieńszy ogon
- z powodu kojarzenia się żbików z kotami domowymi naukowcy uważają, że duża część europejskich drapieżników to mieszańce, tzw. kotożbiki; według części naukowców, nie istnieją już (przynajmniej w Polsce) żbiki czystej krwi, ponieważ zostały wymieszane z dachowcami[25]

## Galeria

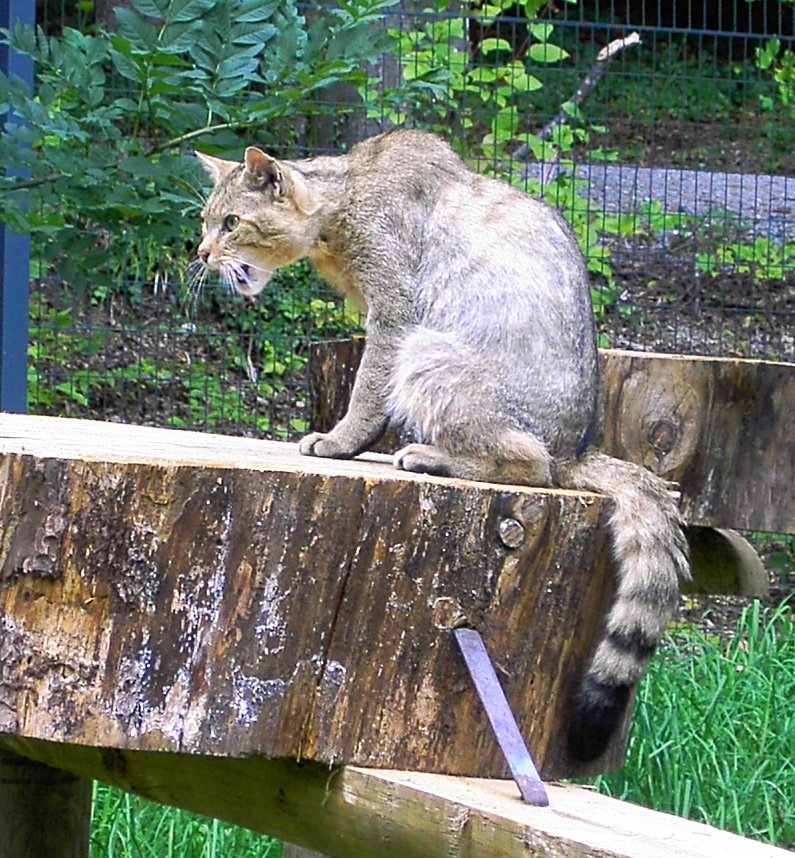
Żbik europejski
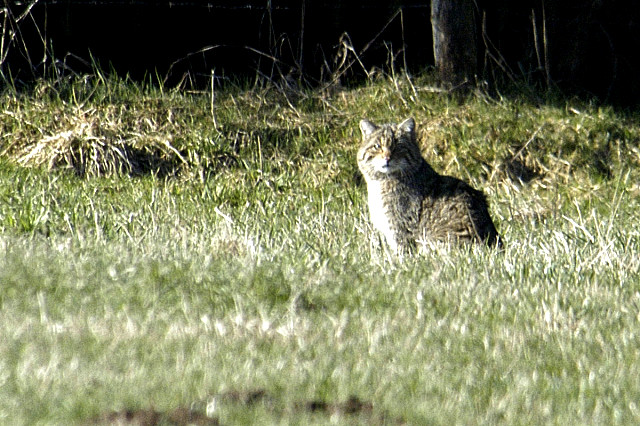
Żbik europejski
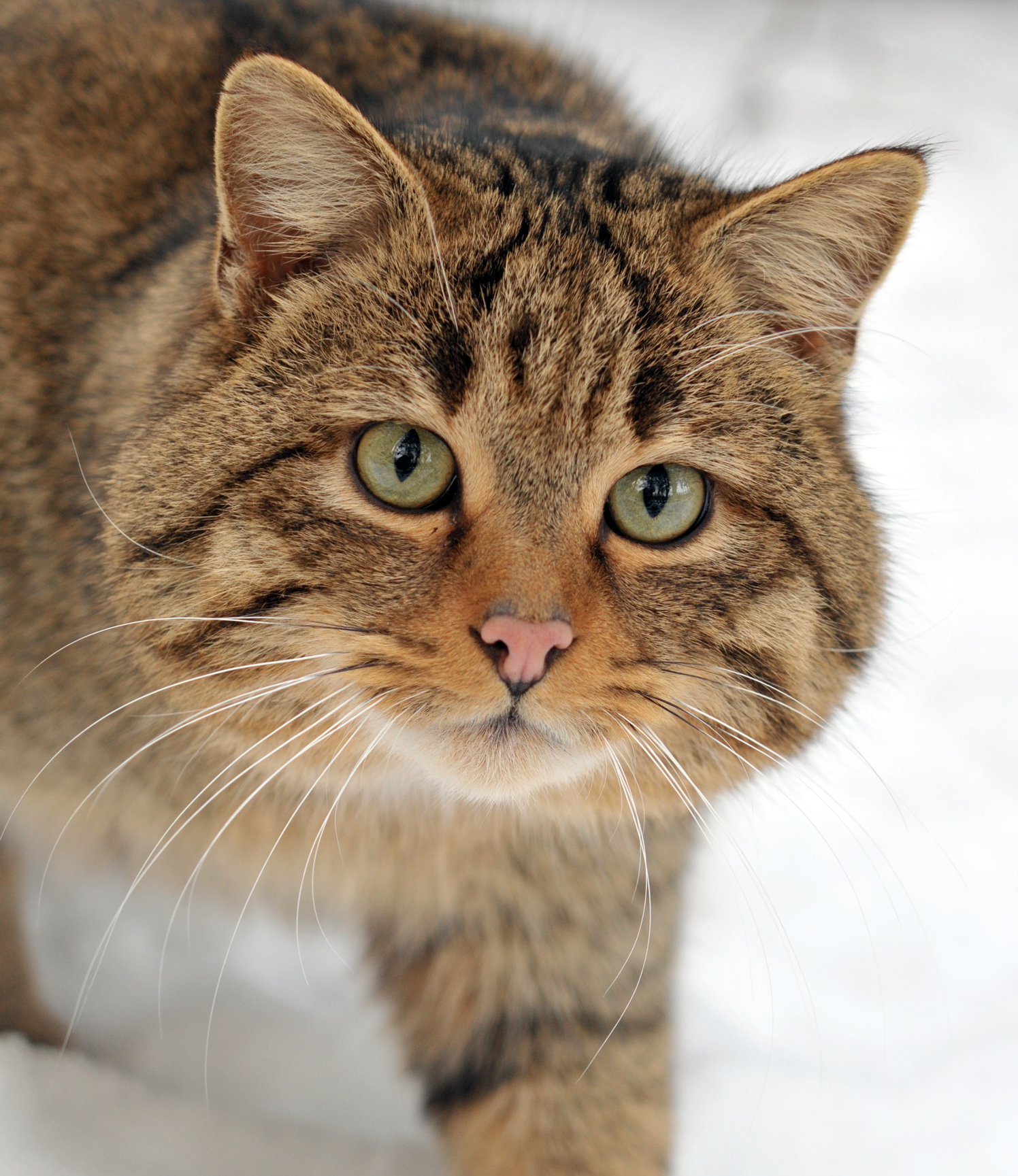
Żbik europejski zimą.